# Ivano-Frankivsk
Ivano-Frankivsk (en ucraïnès Іва́но-Франкі́вськ, en polonès Stanisławów) és una ciutat d'Ucraïna, centre administratiu de l'Óblast d'Ivano-Frankivsk. La localitat, amb 238.196 habitants censats el 2022, és un important centre cultural i econòmic de la regió occidental del país.

## Història
Ivano-Frankivsk va ser fundada el 1650 amb el nom de Stanislavov, per part dels Potocki, una família noble de Polònia, i ràpidament, només 12 anys més tard, va rebre el Dret de Magdeburg. La ciutat fou pensada com una fortalesa de frontera per controlar els atacs dels tàrtars, alhora que esdevingué el suport que necessitaven els Potocki pels seus negocis a Galítsia.
La fortalesa va resistir l'atac de les tropes otomanes i russes en diverses ocasions. Aquest nucli original és el que actualment ocupen l'ajuntament i la plaça del mercat. Les construccions històriques, molt poc nombroses avui dia, estaven clarament influïdes pel Renaixement, fins al punt que l'originalitat de la seva arquitectura li va valer el sobrenom de Petita Lviv.
Durant els segles XVІІІ i XІX, Stanislavov era un centre d'artesans i comerciants de Polònia. El 1804 la ciutat va passar a mans de l'Imperi Austrohongarès i, des de 1867, del Regne de Galítsia, integrat al mateix imperi. Ençà aquests anys, amb l'obertura de nous mercats i el foment de la indústria i la cultura, la ciutat va créixer ràpidament i esdevingué un nucli important, a la qual hi arribaren immigrants poloneses, ucraïnesos, jueus i armenis entre d'altres. El 1866 hi arribà la primera línia ferroviària i encara avui dia funcionen les fàbriques de reparació de locomotores i la destil·leria fundades llavors.
Durant la Primera Guerra Mundial, entre 1915 i 1916, la ciutat va patir de forma important els estralls de la guerra. Moltes construccions històriques van ser destruïdes i s'hagueren de reconstruir en anys posteriors. A més, amb la caiguda el 1918 de l'Imperi Austrohongarès, la ciutat passà a formar part de la República Popular d'Ucraïna Occidental, de la qual esdevingué la capital entre gener i maig d'aquell any. Amb el final de la Guerra poloneso-soviètica, el 1921, la ciutat passà a integrar-se al nou estat polonès.
Amb l'ofensiva soviètica sobre Polònia, el 1939 en començar la Segona Guerra Mundial, Stanislavov fou conquerida per l'Exèrcit Roig. Les tropes de l'Alemanya nazi van ocupar-la entre 1941 i 1944, quan tornà a ser conquerida pels soldats soviètics. Des de llavors, s'integrà a l'RSS d'Ucraïna, part de l'URSS.
L'any 1962 la ciutat va celebrar el seu 300 aniversari i modificà el seu nom de Stanislavov per l'actual d'Ivano-Frankivsk, en honor de l'escriptor Ivan Frankó, que va passar part de la seva vida a la localitat.
A principis de la dècada de 1990, la ciutat va esdevenir un dels principals nuclis en defensa de la independència d'Ucraïna.

## Indústria
La ciutat és avui dia un important centre de construcció de maquinària. També disposa d'indústries de tractament de la fusta, instal·lacions químiques i indústria lleugera.

## Ensenyament

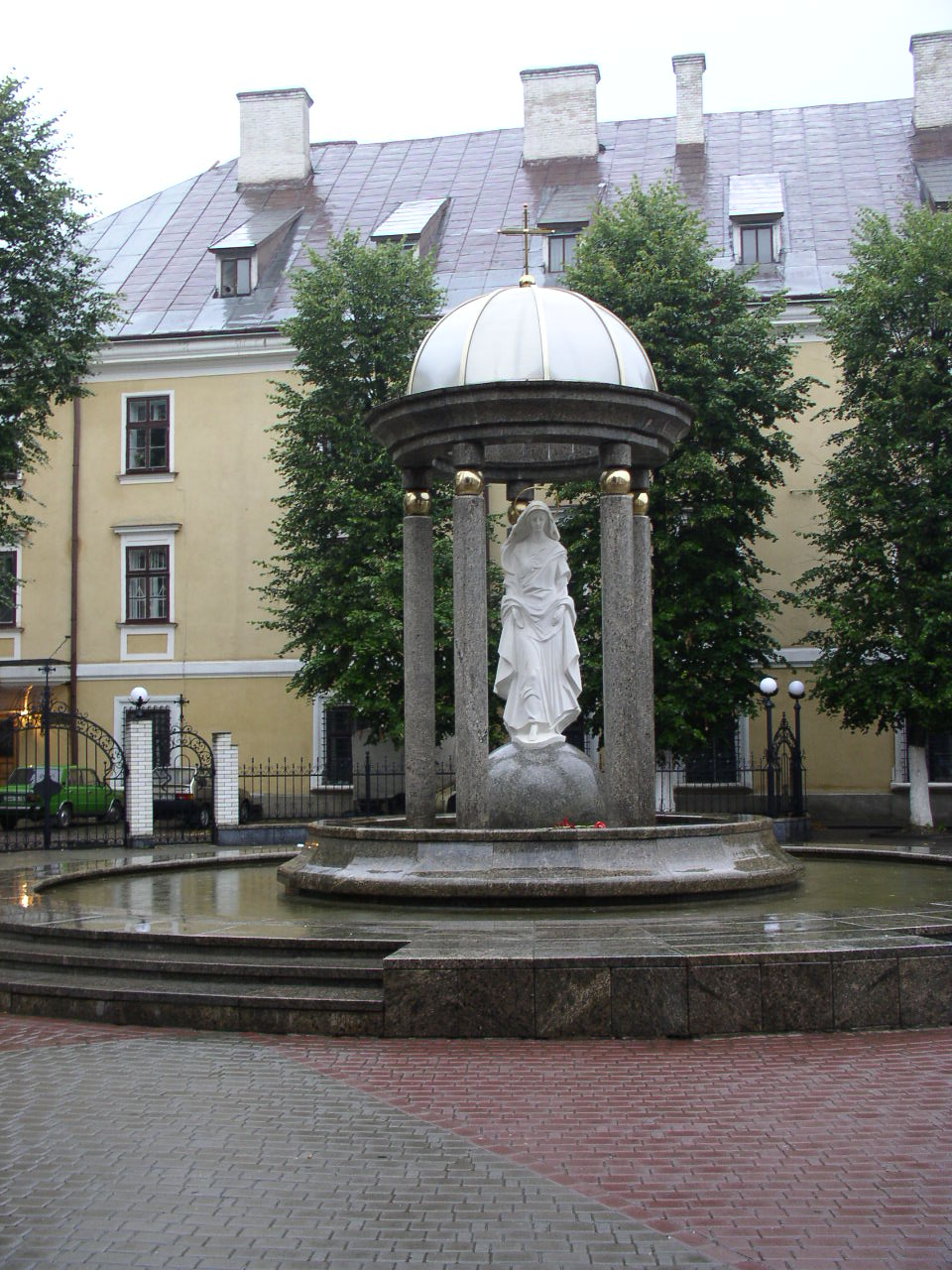
Monument a la Mare de Déu

La ciutat disposa de 25 escoles, 2 universitats i 2 acadèmies, una de medicina i l'altre de teologia.

## Transport
Ivano-Frankivsk es comunica mitjançant autobús i ferrocarril amb Bulgària, Belarús, Moldàvia, Alemanya, Polònia, Rússia, Romania i Eslovàquia. L'aeroport de la localitat serveix a avions de Kíev (Ucraïna), Manchester (Regne Unit) i Moscou (Rússia).

## Personatges il·lustres
- František Kriegel (1908-1979), metge i polític.
- Svetlana Aleksiévitx (1948) periodista i escriptora, Premi Nobel de Literatura de 2015.